# ناثان فليمون بريان
ناثان فليمون بريان (بالإنجليزية: Nathan Philemon Bryan) (و. 1872 – 1935 م) هو سياسي، وقاضي، ومحامي من الولايات المتحدة الأمريكية. ولد في مقاطعة أورانج.
تولى منصب عضو مجلس الشيوخ الأمريكي .وهو عضو في الحزب الديمقراطي الأمريكي.
توفي في جاكسونفيل، فلوريدا.